# Otter Creek (Tulameen River)
Der Otter Creek ist ein etwa 62 km langer linker Nebenfluss des Tulameen River im Süden der kanadischen Provinz British Columbia.

## Verlauf
Der Otter Creek entspringt 18 km südsüdöstlich von Merritt im Westen des Thompson-Plateaus. Sein Quellgebiet liegt nordwestlich von Aspen Grove auf einer Höhe von etwa 1240 m. Der Otter Creek fließt anfangs südwärts, später westwärts und auf den unteren 28 km erneut nach Süden. Er durchfließt den 5 km langen Otter Lake mit dem Otter Lake Provincial Park, die Ortschaft Tulameen und mündet schließlich in den Tulameen River. 

## Hydrologie
Der Otter Creek entwässert ein Areal von 673 km². Der mittlere Abfluss (MQ) beträgt 3,26 m³/s. Im Monat Mai, während der Schneeschmelze, führt der Fluss die größten Wassermengen.